# Kagura
Kagura (jap. 神楽 muzyka bóstw, rozrywka bogów) – sakralna muzyka i taniec shintō, starożytna forma teatralnych przedstawień tanecznych, wywodząca się z rytuałów shintō, święty rytuał artystyczny wykonywany podczas składania ofiary dla kami. Pawilon na terenie chramu służący temu nazywa się kagura-den. 

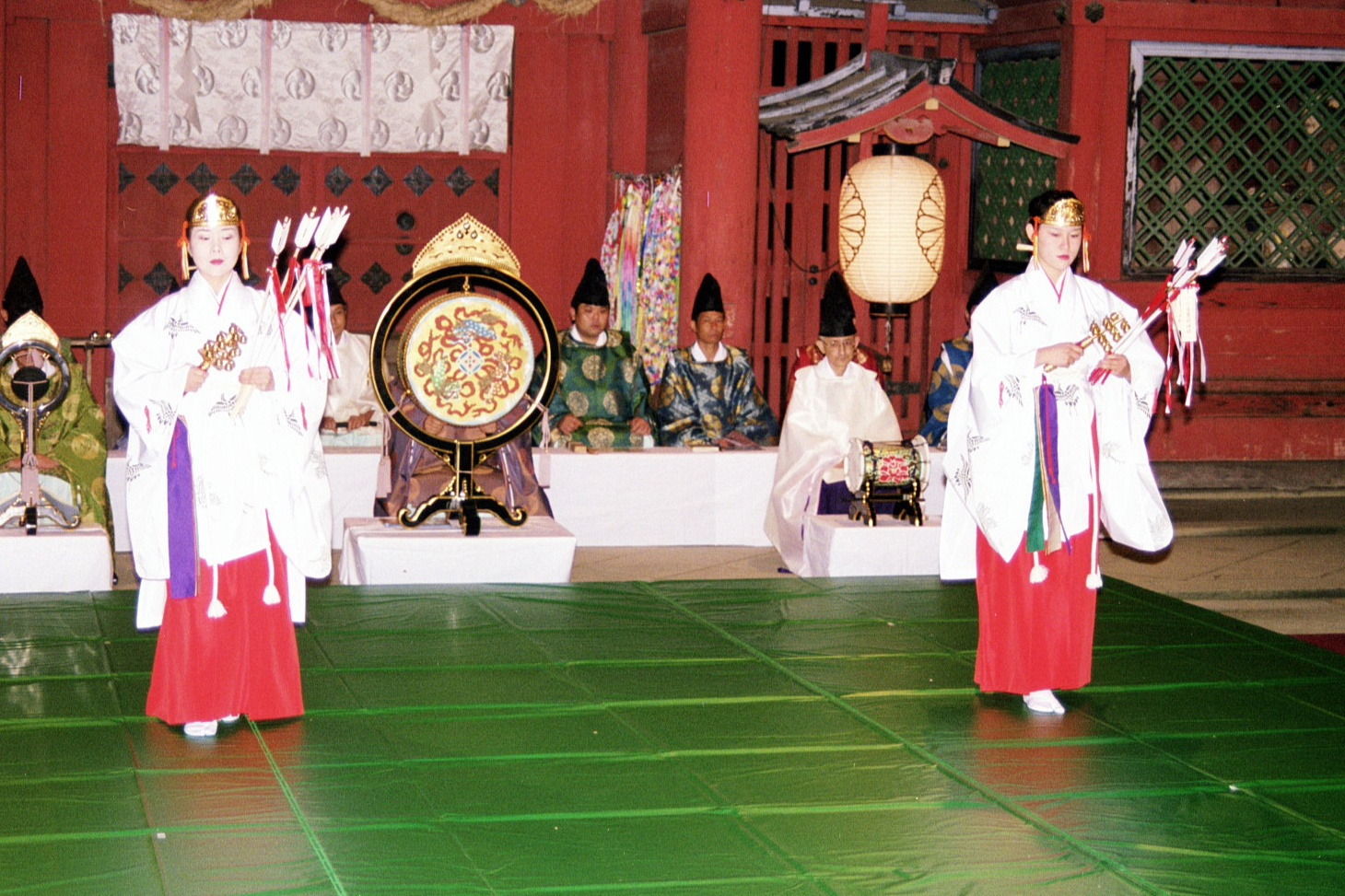
Taniec kagura w wykonaniu miko

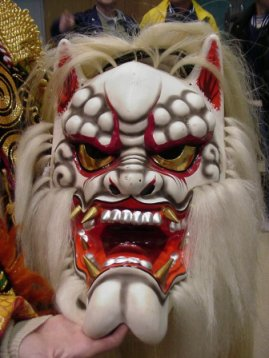
Maska demona wykorzystywana w stylu Iwami-kagura (prefektura Shimane)

Etymologia słowa kagura jest niejasna, ale przyjmuje się, że oznacza „miejsce przebywania boga”, chociaż pisane jest znakami oznaczającymi „radowanie bogów” „muzyka dla bogów”. Oznaczało tańce i pieśni wykonywane podczas obrzędu, który otrzymał nazwę kagura.
Pochodzenie kagura jest przypisywane przedstawieniu tanecznemu bogów, mającemu na celu wywabienie bogini słońca Amaterasu Ōmikami z jaskini, gdzie się ukryła, obrażona na swojego brata.
Wyróżnia się mikagura (cesarskie) wykonywane na dworze cesarskim oraz sato-kagura (dosł. wiejskie, w znaczeniu poza pałacem cesarskim), tańczone i śpiewane w lokalnych chramach shintō, wykonywane przez kapłanki zwane miko.
Mikagura jest po dziś dzień wykonywane co roku (w kwietniu i grudniu) na terenie pałacu cesarskiego w Tokio, w czasie ceremonii służących uspokojeniu duchów bogów. 